# Thecocarcelia flavicosta
Thecocarcelia flavicosta là một loài ruồi trong họ Tachinidae.